# Chad Beyer
Chad Beyer (Kansas City, 15 d'agost de 1986) és un ciclista estatunidenc, professional des del 2009. Actualment corre a l'equip Hangar 15 Bicycles.
Fins al moment la seva victòria més destacada com a professional és en la classificació dels esprints del Tour de Romandia de 2010.

## Palmarès
- 2009
  - 1r al Tour de Murrieta i vencedor d'una etapa
  - 1r a Copper Valley
  - 1r a Cambridge - USA
- 2010
  -  Vencedor de la classificació des esprints al Tour de Romandia
- 2015
  - Vencedor d'una etapa al Valley of the Sun Stage Race
- 2017
  - Vencedor d'una etapa al Gran Premi ciclista de Saguenay